# Тахов
Тахов (чеш. Tachov) су град у Чешкој Републици. Тахов су четврти по величини град управне јединице Плзењски крај, у оквиру којег је седиште засебног округа Тахов.

## Географија
Тахов се налазе у југозападном делу Чешке Републике, близу границе са Немачком - 10 километара западно од града. Град је удаљен од 160 км западно од главног града Прага, а од првог већег града, Плзења, 60 км западно.
Град Тахов је смештен у крајње западном делу Бохемије. Град лежи на западу Средњочешке котлине, на приближно 480 м надморске висине. Кроз град протиче река Мжа, притока Бероунке. Подручје око града је веома шумовито, па је познато као Чешка шума. Већ крајем средњег века насеље и околина су били насељени Немцима.

## Историја
Подручје Тахова било је насељено још у доба праисторије. Насеље под данашњим називом први пут се у писаним документима спомиње у 1115. године, а насеље је 1131. године имало градска права.
Године 1919. Тахов је постао део новоосноване Чехословачке. 1938. године Тахов, као насеље са немачком већином, је оцепљен од Чехословачке и припојен Трећем рајху у склопу Судетских области. После Другог светског рата месни Немци су се присилно иселили из града у матицу. У време комунизма град је нагло индустријализован. После осамостаљења Чешке дошло је до опадања активности тешке индустрије и до проблема са преструктурирањем привреде.

## Становништво
Рокичани данас имају око 12.000 становника и последњих година број становника у граду опада. Поред Чеха у граду живе и Словаци, Русини и Роми.

## Партнерски градови
- Штатрода

## Галерија
- Трг са богородичином црквом
- Куче на градском тргу
- Зидине старог Тахова
- Новоградња